# 小倉站 (京都府)

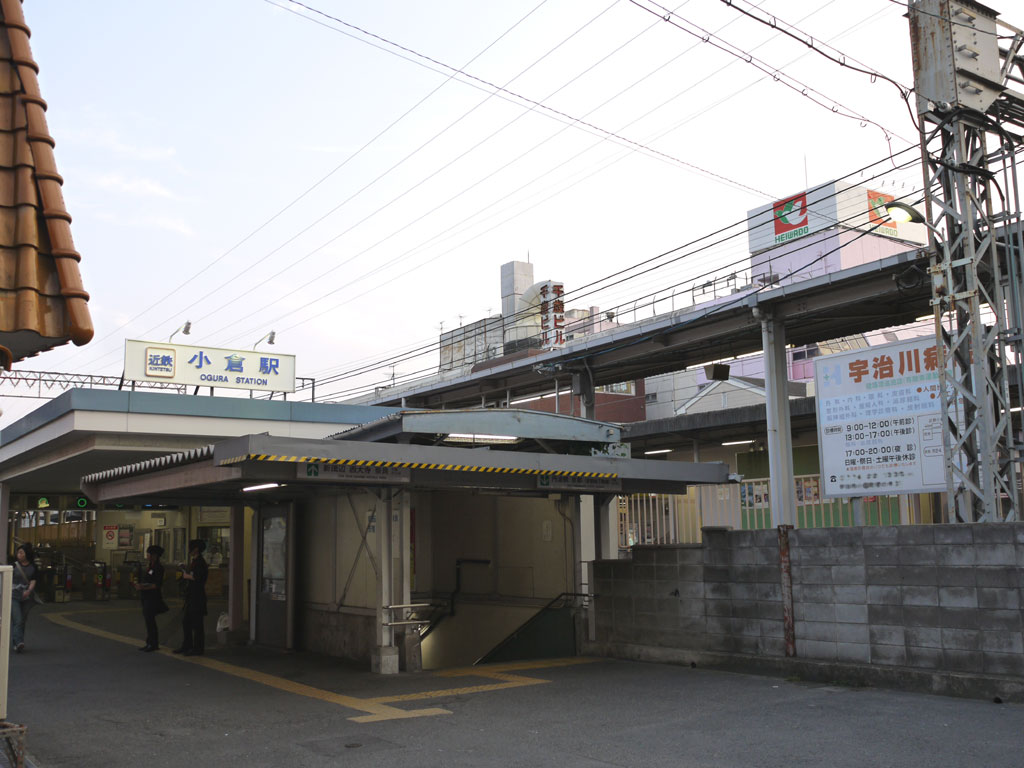
東口(2009年6月)

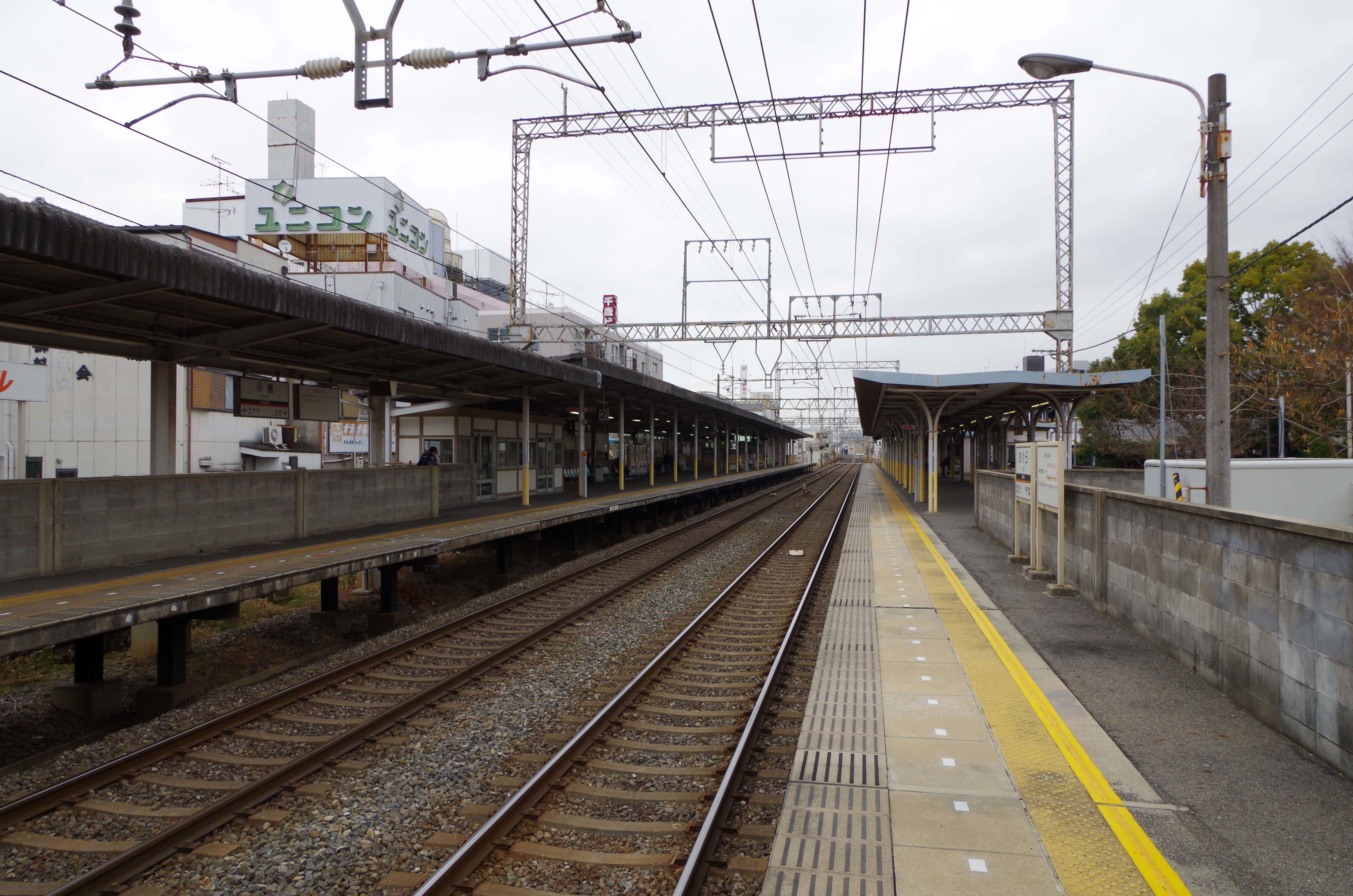
月台(2013年1月)

小倉站（日语：／ Ogura eki */?）是位於日本京都府宇治市小倉町神樂田，屬於近畿日本鐵道（近鐵）京都線的鐵路車站。車站編號為B10。

## 歷史
- 1928年（昭和3年）11月3日 - 奈良電氣鐵道（日语：奈良電気鉄道）的桃山御陵前 - 西大寺（現在的大和西大寺）間開通，本站開業[2]。
- 1962年（昭和37年）12月 - 設置上下待避線。
- 1963年（昭和38年）10月1日 - 由於公司合併，本站成為近畿日本鐵道京都線的車站[2]。
- 1984年（昭和59年）12月 - 隨著向島站待避線的啟用，廢止上下待避線。
- 2007年（平成19年）4月1日 - 可使用「PiTaPa」乘車[3]。

## 車站構造
本站為側式月台2面2線的地面車站。月台長度可容納6節車廂編成的列車。兩側月台間並沒有跨線橋或地下道連通，因此兩側月台都設有驗票口與洗手間（但是驗票口設有步行者專用的地下道）。
本站由大久保站管理，有站務員駐點。

### 月台配置
| 月台 | 路線   | 方向 | 目的地                                           |
| ---- | ------ | ---- | ------------------------------------------------ |
| 1    | 京都線 | 下行 | 往 新田邊、大和西大寺、橿原神宮前 天理 奈良 吉野 |
| 2    | 京都線 | 上行 | 往 丹波橋、京都、京都國際會館方面                |

## 使用狀況
近年本站1日上下車人次的調査結果如下。
- 2018年11月13日：15,940人
- 2015年11月10日：16,453人
- 2012年11月13日：16,232人
- 2010年11月9日：16,674人
- 2008年11月18日：17,503人
- 2005年11月8日：18,542人

## 車站周邊
- JR奈良線JR小倉站（徒步7-8分）
- 京都府立城南菱創高等学校（舊京都府立西宇治高等学校）
- 宇治市立南小倉小学校
- 宇治市立西小倉中学校
- 宇治市立西小倉小学校
- 京都中央信用金庫小倉分店
- 京都中央信用金庫西小倉分店
- 京都信用金庫西宇治分店
- 京都銀行小倉分行
- 宇治川醫院
- 宇治德洲會醫院
- 西宇治圖書館
- 西宇治公園、西宇治體育館
- 小倉郵局
- 任天堂 宇治小倉工廠 （負責遊戲機修理的寄送地點[5]）
- 宇治警察署小倉派出所

## 相鄰車站
近畿日本鐵道
 京都線

■急行
通過
■準急、■普通
向島（B09）－小倉（B10）－伊勢田（B11）